# Rebel Ridge
Rebel Ridge è un film del 2024 scritto, prodotto, montato e diretto da Jeremy Saulnier.

## Trama
Terry Richmond, un ex marine, si dirige in bicicletta nella città di Shelby Springs per pagare la cauzione per suo cugino Mike Simmons e comprare un pickup in modo che possano guadagnarsi da vivere onestamente. Non sentendo le sirene a causa della musica nelle cuffie, viene speronato e trattenuto da due agenti di polizia, Evan Marston e Steve Lann, che sequestrano i suoi 36.000 dollari tramite confisca civile nonostante il denaro sia legittimo.
Un impiegato del tribunale, Elliot, si rifiuta di aiutare Terry. Un'altra impiegata, Summer McBride, promette di preparare i moduli nel caso in cui Terry riesca a ottenere i 10.000 dollari richiesti prima del trasferimento di Mike giovedì in una prigione di stato, dove sarebbe in pericolo per aver testimoniato contro un gangster. Terry va alla stazione di polizia e cerca di denunciare il furto del denaro all'agente Jessica Sims; ma si confronta con Lann e il capo della polizia Sandy Burnne, a cui Terry offre di abbandonare la questione in cambio dei $ 10.000 per la cauzione, e gli viene detto dal capo di tornare e risolvere il problema lunedì.
Il lunedì, Terry arriva alla stazione, ma gli viene detto che l'autobus che trasferisce Mike è appena partito. lo raggiunge con la sua bici e dice a Mike di fare attenzione fino a quando non pagherà la cauzione. Terry chiama il suo ex socio in affari Liu, ma viene informato che non può più inviare denaro perché la polizia ha fatto irruzione nel suo ristorante in cerca di denaro sporco. Terry torna alla stazione e ripete la sua offerta, ma Burnne rifiuta nonostante abbia detto che era ragionevole. Esperto di combattimento ravvicinato, sottomette Lann e Burnne e costringe Sims a consegnare i soldi della cauzione e ad aiutarlo a fuggire. Terry riesce a pagare la cauzione con l'aiuto di Summer, ma viene arrestato.
Terry viene portato da Marston e Burnne in ospedale. Burnne dice che Mike è stato accoltellato dopo l'accettazione e offre a Terry i restanti $ 26.000 oltre al pickup che stava per comprare e di non perseguire le accuse se lascia la città. Accetta e viene informato dal personale dell'ospedale che Mike è morto. Mentre quella sera prende un passaggio fuori città da Summer, Terry rifiuta di aiutarla a indagare su casi di persone tenute in prigione per 90 giorni per reati minori. Quella notte, dopo aver preso il pickup, Terry riceve una chiamata da Summer, a cui è stata iniettata della droga nel sonno, e torna ad aiutare. La mattina dopo, deve sottoporsi a un test delle urine dopo che il tribunale è stato informato del suo uso di droghe, il che mette a rischio la custodia del figlio.
Mentre Terry lascia la città, Lann lo ferma, gli getta una pistola nella macchina e gli spara. Fugge e si riunisce con Summer al ristorante di Liu, dove egli, un medico cinese durante la guerra di Corea, lo rattoppa. Quella notte, Summer e Terry interrogano Elliot e il giudice, che rivelano un insabbiamento per evitare le misure di trasparenza imposte dopo che un accordo legale ha quasi mandato in bancarotta la città. Le persone sono trattenute per 90 giorni per reati minori, quindi non sono in grado di convincere i difensori d'ufficio, completamente assenti in città, a chiedere la produzione del filmato dell'arresto della dashcam della polizia prima della scadenza del periodo di conservazione dei dati. Terry e Summer irrompono nel seminterrato del tribunale e recuperano le schede SD mentre la polizia arriva e appicca un incendio. Lui fugge, ma lei viene catturata mentre cerca di distruggere il suo campione di urina.
Terry e Lann si accordano per scambiare Summer con le schede a Rebel Ridge la mattina seguente. Mentre Lann e un contingente di polizia aspettano sul luogo dello scambio, Terry irrompe nella stazione usando il pickup, sottomette Burnne, ma viene trattenuto da Sims mentre i poliziotti tornano. Lann distrugge le schede e rivela che Summer è a rischio di overdose. Marston protesta, ma Burnne gli spara al femore, ferendolo gravemente. Burnne dice ai poliziotti di uccidere Terry e di incolparlo della morte di Marston, ma Terry sconfigge la maggior parte degli agenti che lo combattono, incluso Lann, senza uccidere nessuno.
Marston dice a Terry di attivare la sirena di una volante della polizia, recuperando i precedenti tre minuti di filmati della dashcam tramite la registrazione preventiva, e guida Terry attraverso la somministrazione di Narcan a Summer. I tre fuggono nella volante con la polizia all'inseguimento. Quando le viene ordinato di fare una manovra PIT, Sims colpisce invece il veicolo di Burnne e lo trattiene. I poliziotti rimasti li scortano all'ospedale e riferiscono che la polizia di stato sta arrivando. Marston e Summer vengono ammessi, dopodiché Terry mette al sicuro il filmato incriminante della dashcam e si siede in un corridoio.

## Distribuzione
Il film è stato distribuito sulla piattaforma Netflix il 6 settembre 2024.

## Produzione
Nel novembre 2019, John Boyega è salito a bordo per recitare nel film, scritto e diretto da Jeremy Saulnier. Nel febbraio 2020 si sono aggiunti al cast Don Johnson, Erin Doherty, James Badge Dale, Zsané Jhé e James Cromwell. Nell'aprile 2021 si sono uniti AnnaSophia Robb ed Emory Cohen, con Robb che ha sostituito Doherty.
Le riprese principali sono iniziate in Louisiana il 3 maggio 2021. Nel giugno 2021, Boyega ha lasciato il progetto durante le riprese per "motivi familiari". Di conseguenza, le riprese si sono interrotte per trovare un sostituto di Boyega. In seguito è stato riferito che Boyega aveva presumibilmente abbandonato il progetto a causa di una serie di motivi, tra cui la sua insoddisfazione per la sceneggiatura e le sue sistemazioni, anche se Boyega ha negato tali accuse. A ottobre, Aaron Pierre ha sostituito Boyega. Nell'aprile 2022, David Denman è stato aggiunto al cast per sostituire Badge Dale, prima che la produzione riprendesse il 25 aprile. La produzione terminò il 24 luglio. Nel marzo 2024, Saulnier ha dichiarato che il film era nelle fasi finali della post-produzione.

## Accoglienza
Sul sito aggregatore di recensioni Rotten Tomatoes, il 95% delle 121 recensioni dei critici è positivo, con una valutazione media di 7,9/10. Il consenso del sito web recita: "Un veicolo intelligente e avvincente per la performance da star di Aaron Pierre, Rebel Ridge detta legge sui suoi contemporanei thriller d'azione". Metacritic, che utilizza una media ponderata, ha assegnato al film un punteggio di 76 su 100, basato su 30 critici, indicando recensioni "generalmente favorevoli".